# Blue Monday (canción de Orgy)
«Blue Monday» es un sencillo del álbum Candyass del grupo estadounidense Orgy, lanzado el 18 de agosto de 1998. Con el éxito del álbum, se relanzó el 14 de diciembre de 1998 un maxisencillo que contiene versiones remezcladas bajo el nombre de «Blue Monday/Stitches». Es una versión del clásico originalmente editado en el año 1983 de una de las bandas referentes de la década de los años 1980, New Order.
Es una de las canciones más destacadas del grupo. Esta versión se convirtió en un éxito internacional ingresando en varias listas de todo el mundo. Ocupó la posición número 56 en el Billboard Hot 100, mientras que lideró la lista de Hot Dance Singles Sales y fue número 2 en la lista de Club Play Songs.

## Lista de canciones
| Sencillo en CD |                                   |          |  |
| N.º            | Título                            | Duración |  |
| 1.             | «Blue Monday» (Radio Edit)        | 3:48     |  |
| 2.             | «Blue Monday» (versión del álbum) | 4:26     |  |
| 3.             | «Blue Monday» (Club 69 Mix)       | 8:45     |  |
| 4.             | «Blue Monday» (Club 69 Dub)       | 8:14     |  |
| 5.             | «Blue Monday» (Optical Vocal Mix) | 6:33     |  |

| Sencillo en CD (Blue Monday/Stitches) |                                          |          |  |
| N.º                                   | Título                                   | Duración |  |
| 1.                                    | «Blue Monday» (versión del sencillo)     | 4:27     |  |
| 2.                                    | «Blue Monday» (Optical Vocal Mix)        | 6:38     |  |
| 3.                                    | «Stitches» (Green Velvet Mix)            | 6:11     |  |
| 4.                                    | «Blue Monday» (Club 69 Mix)              | 8:40     |  |
| 5.                                    | «Blue Monday» (Club 69 Dub)              | 8:10     |  |
| 6.                                    | «Blue Monday» (Optical Instrumental Mix) | 6:38     |  |
| 7.                                    | «Blue Monday» (DJ Dan Remix)             | 7:00     |  |

## Posicionamiento
| País           | Lista (1998/1999)       | Posición |
| -------------- | ----------------------- | -------- |
| Alemania       | Media Control Charts    | 83       |
| Australia      | ARIA Singles Chart      | 36       |
| Canadá         | Canadian Singles Chart  | 5        |
| Estados Unidos | Billboard Hot 100       | 56       |
| Estados Unidos | Modern Rock Tracks      | 4        |
| Estados Unidos | Mainstream Rock Tracks  | 18       |
| Estados Unidos | Hot Club Play Songs     | 2        |
| Estados Unidos | Hot Dance Singles Sales | 1        |
| Estados Unidos | Top 40 Mainstream       | 32       |
| Nueva Zelanda  | RIANZ Charts            | 30       |